# Bolivinitoidea
Bolivinitoidea, tradicionalmente denominada Bolivinitacea, es una superfamilia de foraminíferos del suborden  Buliminina y del orden Buliminida. Su rango cronoestratigráfico abarca desde el Mioceno hasta la Actualidad.

## Discusión
Clasificaciones previas incluían Bolivinitoidea en el suborden Rotaliina y/o orden Rotaliida.

## Clasificación
Bolivinitoidea incluye a la siguiente familia:
- Familia Bolivinitidae

Otra familia considerada en Bolivinitoidea es:
- Familia Tortoplectellidae, antes en la Superamilia Loxostomatoidea